# جیسابورو اوزاوا
جیسابورو اوزاوا (انگلیسی: Jisaburō Ozawa؛ زاده ۲ اکتبر ۱۸۸۶ درگذشته ۹ نوامبر ۱۹۶۶) یک نظامی اهل ژاپن و از بهترین فرماندهان نیروی دریایی امپراتوری ژاپن در جنگ جهانی دوم بود.